# Lembosia
Lembosia — рід грибів родини Asterinaceae. Назва вперше опублікована 1845 року.